# 東松戸駅

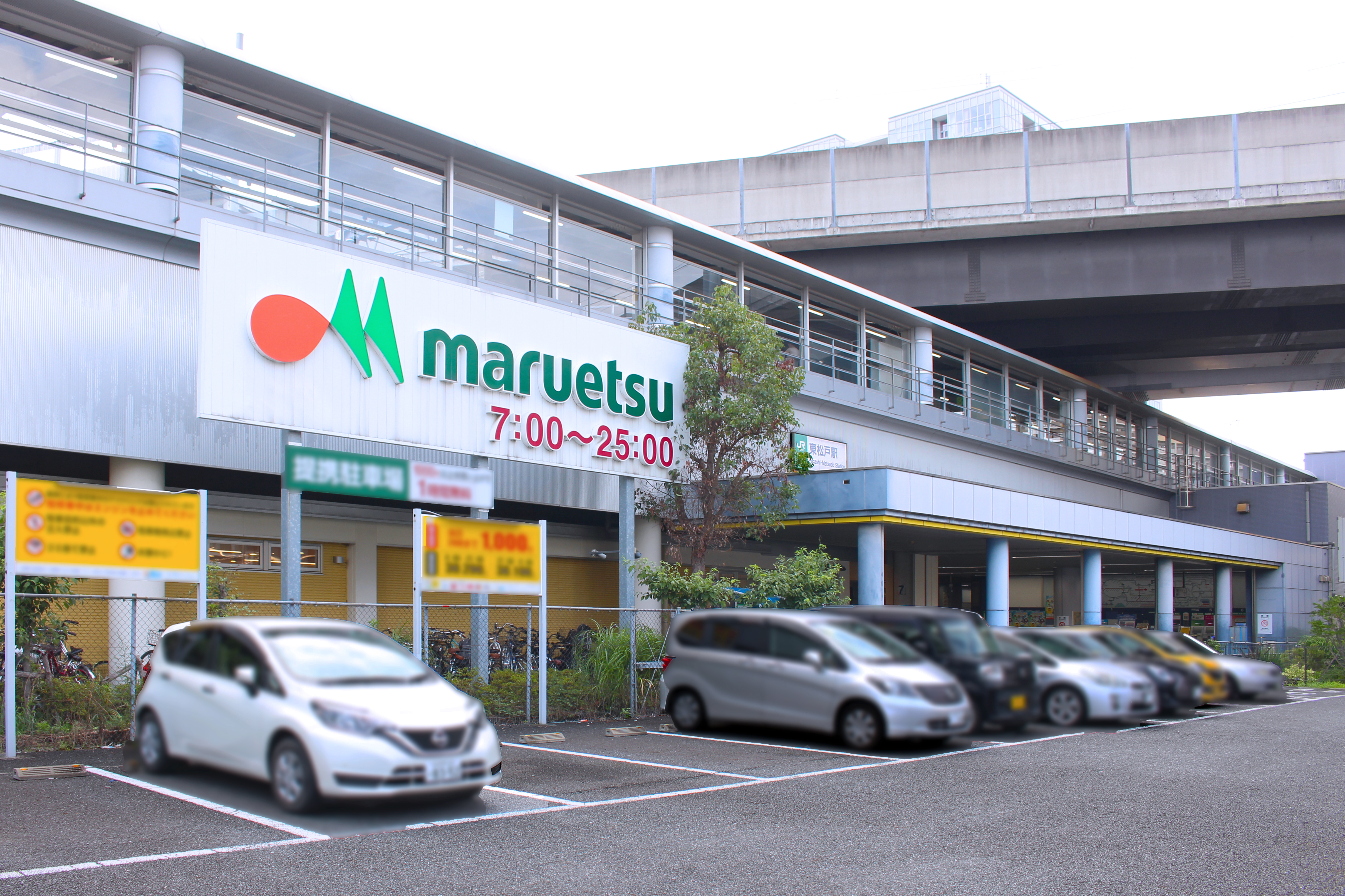
東口（2024年7月）

東松戸駅（ひがしまつどえき）は、千葉県松戸市東松戸にある、北総鉄道・京成電鉄・東日本旅客鉄道（JR東日本）の駅である。

## 乗り入れ路線
北総鉄道の北総線、京成電鉄の成田空港線（成田スカイアクセス線）、JR東日本の武蔵野線が乗り入れている。
このうち、京成電鉄については北総鉄道の線路を借りて運行を行う形態（当駅前後の区間で、北総鉄道が第一種鉄道事業者、京成電鉄が第二種鉄道事業者として施設を共用）のため、両線は実質同じ路線として扱われる。北総鉄道には「HS05」、JR東日本には「JM 13」の駅番号が与えられている。

## 歴史
- 1991年（平成3年）3月31日：北総開発鉄道北総線の駅として開業[1]。当時は島式ホーム1面2線。
  - 当初、バス乗降場は現在のマクドナルドの位置にあった。
- 1995年（平成7年）5月：武蔵野線の駅開設工事が始まる。
- 1998年（平成10年）3月14日：JR東日本の駅が開業[2]。開業時より自動改札機を設置[3]。これに伴い駅前ロータリー（現在）の使用を開始。
  - 両線とも開業前の仮称は当時の地名の「紙敷」だったが、開業時に「東松戸」とされた[2]。
    - 北総線の駅は1991年に開業していたが、交差する武蔵野線にはそれから7年間駅は設置されなかった。当時、新京成電鉄新京成線（現・京成松戸線）と北総線は相互直通運転を実施しており、北総線 - 武蔵野線の乗り継ぎ客は、新京成線を経由して新八柱駅を乗り換え駅としていた。しかし、新京成線の新鎌ヶ谷駅開業によって、相互直通運転は終了し、同駅と新八柱駅で2度の乗り換えが必要となった。
    - JR東日本の鉄道駅は、設置予定が無かったが、武蔵野線に駅を設置するように利用者や松戸市などから要望が相次ぎ、費用負担を松戸市も行うということ（支出したのは紙敷土地区画整理組合）で、1998年に請願駅が開業した[2]。
- 2001年（平成13年）11月18日：JR東日本でICカード「Suica」の利用が可能となる[広報 1]。
- 2004年（平成16年）7月1日：社名・路線名称の変更により、北総開発鉄道北総線の駅は北総鉄道北総線の駅となる[4]。
- 2007年（平成19年）3月18日：北総鉄道でICカード「PASMO」の利用が可能となる[5]。
- 2009年（平成21年）2月14日：北総線の特急・急行の停車駅となる[6]。
  - 上り専用ホームが新設されたが、待避設備は使用されず島式ホーム2面2線となる[6]。
- 2010年（平成22年）
  - 7月17日：京成成田空港線（成田スカイアクセス線）の開業により北総線の駅は京成電鉄との共同使用駅となり、アクセス特急の停車駅となる[7][8]。
  - 日付不明：待避設備の使用が開始され、島式ホーム2面4線となる。
- 2014年（平成26年）3月31日：JR東日本の駅のみどりの窓口の営業を終了。
- 2015年（平成27年）10月20日：JR東日本の駅が業務委託化される[9]。
- 2022年（令和4年）：JR駅構内の立ち食いそば店が閉店。

## 駅構造

### 北総鉄道・京成電鉄
島式ホーム2面4線を有する高架駅である。JR武蔵野線を跨ぐため、ホームは地上17mの高さにあり、3階が改札コンコース、4階がホームとなり、各階はエスカレーターおよびエレベーターで連絡している。北総鉄道が線路を含む施設全般を保有・駅業務を行っており、標識類は北総様式に準拠している。京成については「京成線」に代わり「成田スカイアクセス線」と標示・案内がされている。これはJR列車内・駅構内も同様である。
開業時は現在の下り3・4番ホームである1面2線で、当初から2面4線への拡張を想定した構造となっていたが、工事開始以前は現2番ホームの路盤と橋脚のみが整備されている状態であった。2010年7月17日の成田国際空港までの延伸に向けて拡張工事が行われ、2009年2月14日から2面（待避駅）化され、新設の上り1・2番ホームの供用が開始された。これによって当駅での通過待避および緩急接続が可能となった。また、将来的に10両編成が停車可能な構造となっている。
NTTBPの公衆無線LAN設備が設置されており、docomo Wi-Fiが利用できる。またUQコミュニケーションズの公衆無線LAN設備が設置されており、Wi2の公衆無線LANサービスが利用できる。

#### のりば

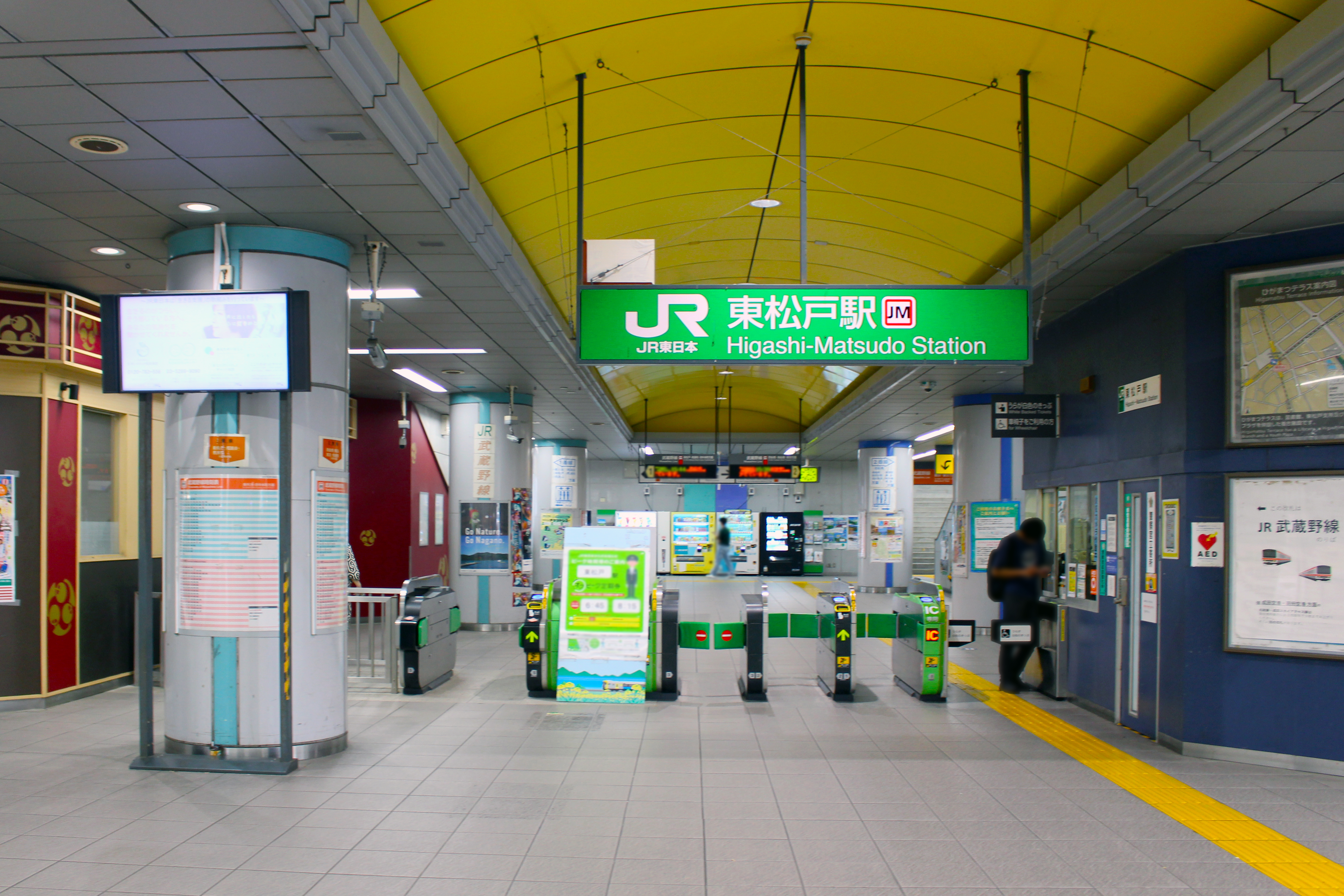
改札口（2024年7月）
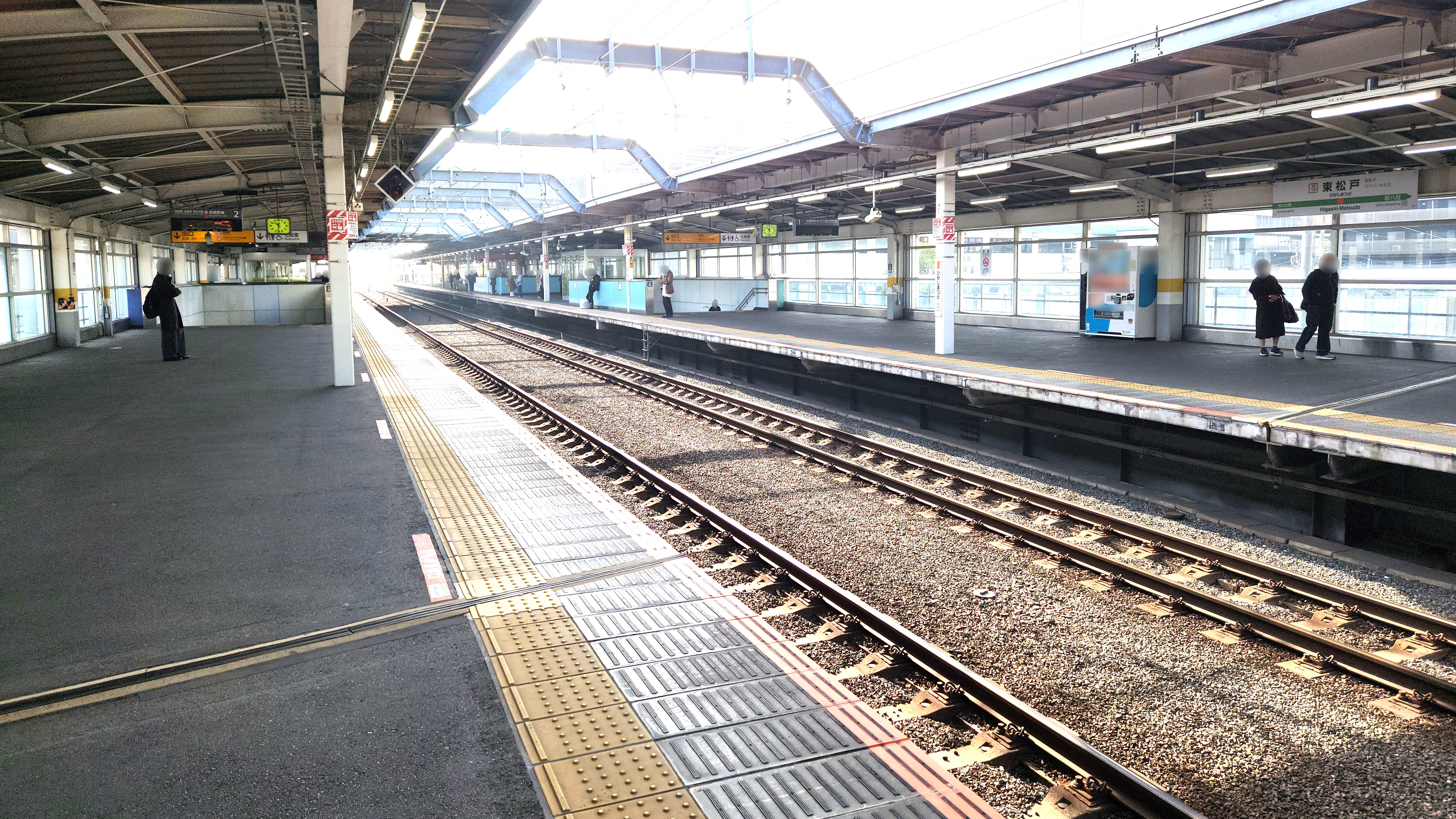
駅ホーム（2023年12月）
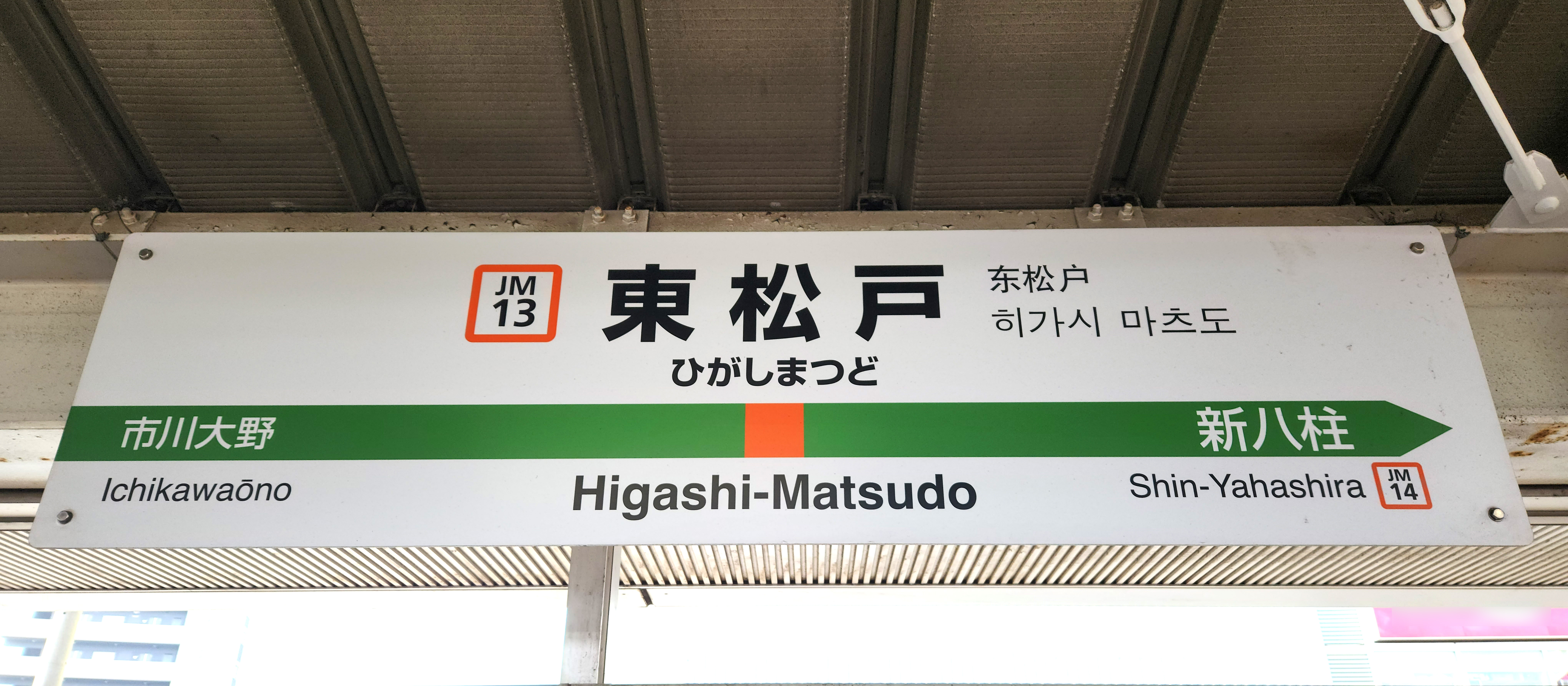
駅名標（2023年12月）

| 番線 | 路線                        | 方向 | 行先                                                                       |
| ---- | --------------------------- | ---- | -------------------------------------------------------------------------- |
| 1・2 | 北総線 成田スカイアクセス線 | 上り | 京成高砂・押上・京成上野・浅草・日本橋・西馬込・ 品川・ 羽田空港・横浜方面 |
| 3・4 | 北総線 成田スカイアクセス線 | 下り | 新鎌ヶ谷・千葉ニュータウン中央・印西牧の原・ 印旛日本医大・ 成田空港方面   |

- 朝夕時間帯の一部に北総線普通と京成が運行するアクセス特急の緩急接続がある他、北総線の普通が当駅でスカイライナーの通過待ちを行う場合がある。このほか、アクセス特急が当駅でスカイライナーに抜かれる場合もある。

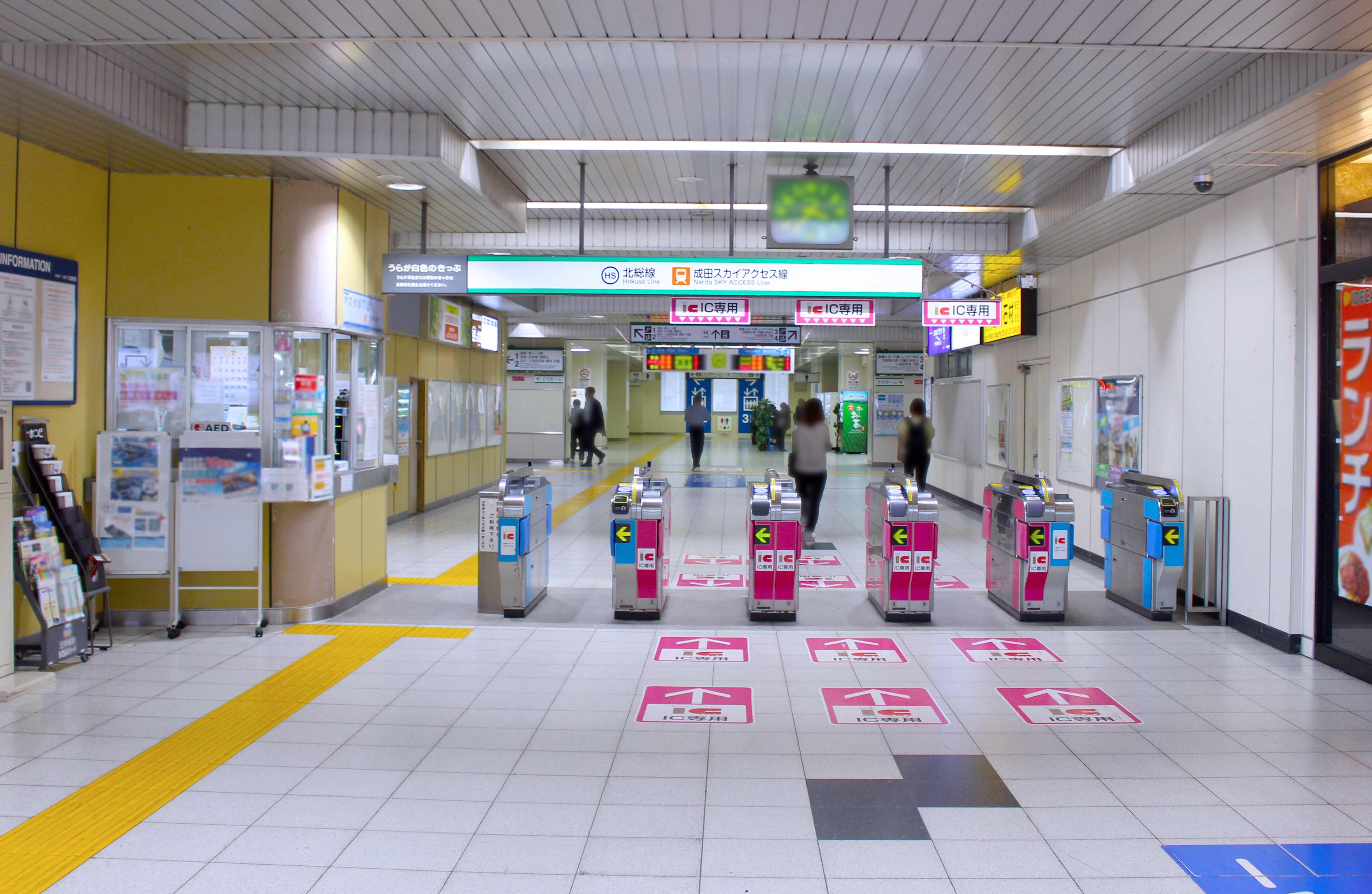
改札口（2024年7月）
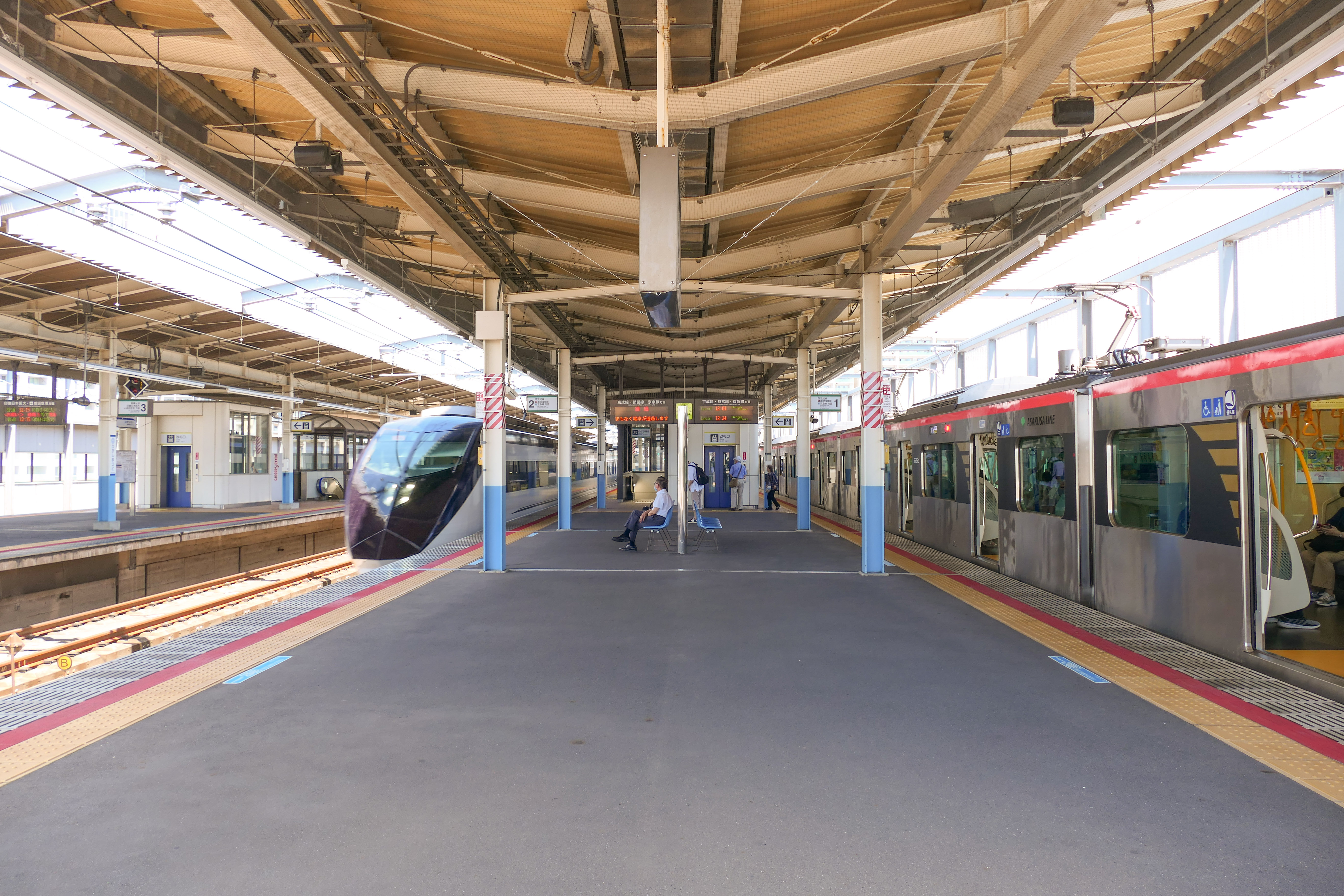
1・2番線ホーム（2021年7月）
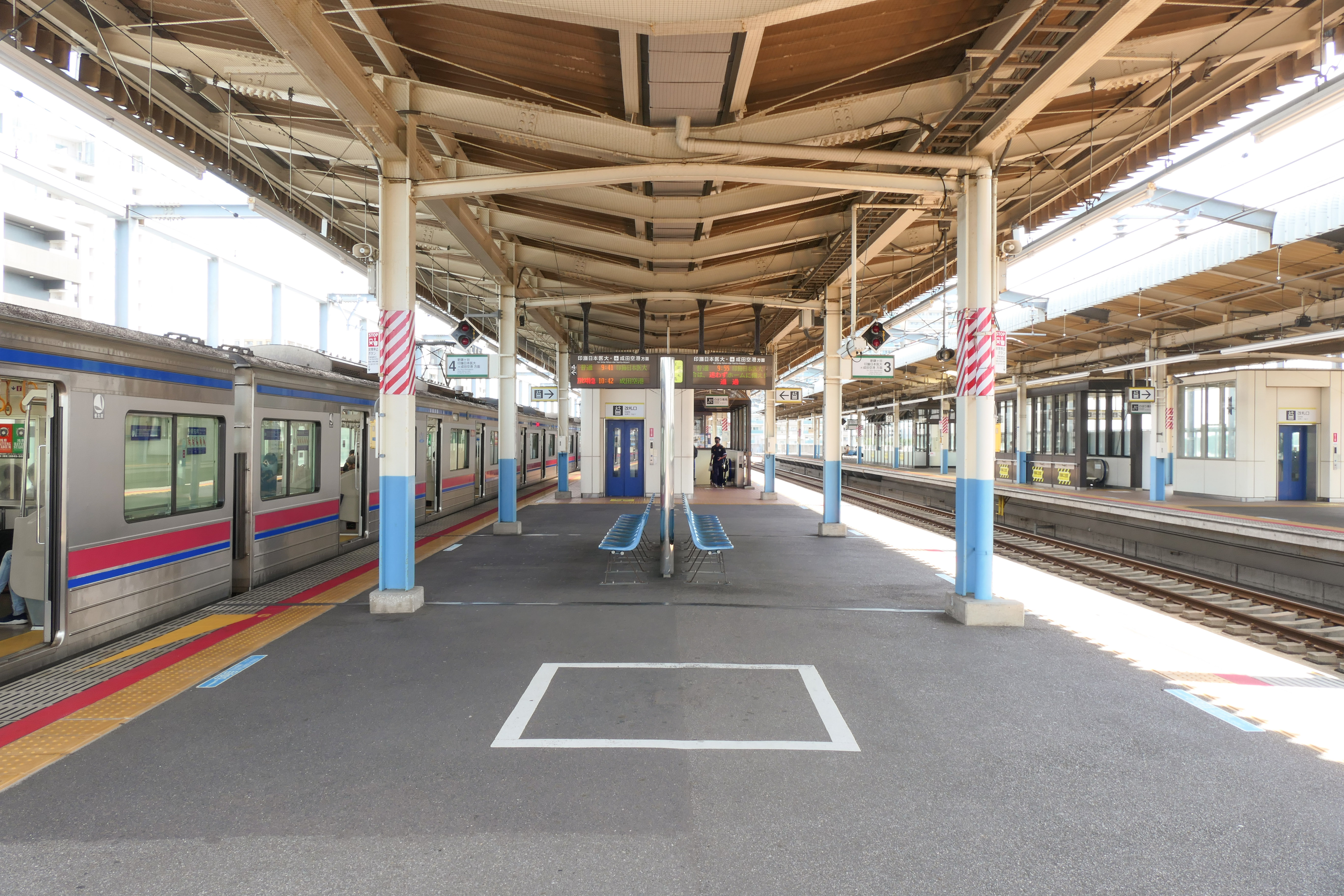
3・4番線ホーム（2021年7月）
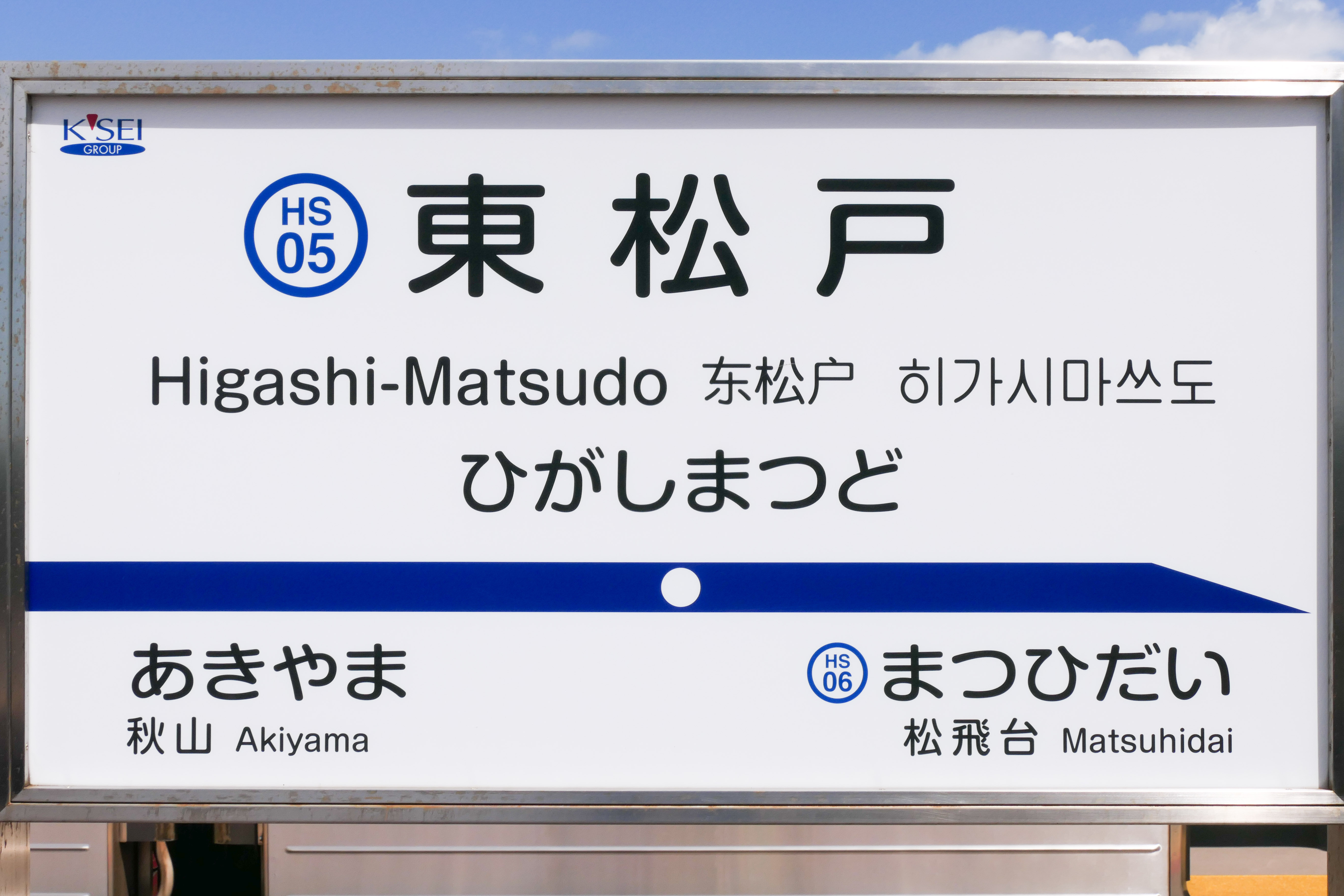
駅名標（2021年7月）

#### 駅構内設備
- 定期券発売所

### JR東日本
相対式ホーム2面2線を有する高架駅である。指定席券売機と短距離自動券売機が設置されている。改札コンコースとホームを連絡するエスカレーター・エレベーターがある。トイレは車椅子などに対応する多機能トイレが併設されている。JR東日本ステーションサービスが駅業務を受託している船橋営業統括センター（西船橋駅）管理の業務委託駅。2018年3月24日より、始発から午前6時30分までの間は遠隔対応（インターホン対応は新八柱駅が行う）のため改札係員は不在となり、一部の自動券売機のみ稼働している。
武蔵野線の駅としては1990年代に開設された唯一の駅であり、吉川美南駅、越谷レイクタウン駅に次いで3番目に新しい駅である。

#### のりば
| 番線 | 路線     | 方向 | 行先                         |
| ---- | -------- | ---- | ---------------------------- |
| 1    | 武蔵野線 | 上り | 新松戸・南浦和・府中本町方面 |
| 2    | 武蔵野線 | 下り | 西船橋・南船橋・東京方面     |

（出典：JR東日本:駅構内図）
- 改札口（2024年7月）
- 駅ホーム（2023年12月）
- 駅名標（2023年12月）

#### 駅構内設備
- 指定席券売機
- 自動改札機
- シニアカーの利用可
- 点字運賃表

## 利用状況
- 北総鉄道 - 2020年度（令和2年度）の1日平均乗降人員は15,448人である[利用客数 1]。
北総線内では京成高砂駅、千葉ニュータウン中央駅、新鎌ヶ谷駅に次ぐ第4位。
- 京成電鉄 - 2023年度（令和5年度）の1日平均乗降人員は4,918人である[利用客数 2]。
京成電鉄が運行するアクセス特急を利用した客の人数で換算した値である。
- JR東日本 - 2023年度（令和5年度）の1日平均乗車人員は20,753人である[利用客数 3]。
武蔵野線内では26駅（貨物専用駅を除く）中、新八柱駅に次ぐ14位である。

各社とも乗車・乗降人員は乗換駅としては少ない人数である。その理由の一つとして、北総鉄道北総線経由の運賃が割高で、定期通勤経路として敬遠されやすいことが挙げられる（「北総鉄道#運賃問題」も参照）。
また、両線とも都心方向に向かう際には当駅で乗換をしなくても到達できる上、両線とも本数が少なめで乗り継ぎが考慮されていない。京成のアクセス特急は当駅を通過する計画であったが、県や市、JR武蔵野線沿線自治体などの要望により停車することになった。
2000年代に入ってからは駅周辺マンションの入居が進み、定期通勤利用が増加したため、各社とも利用客数は増加傾向にある。

### 年度別1日平均乗降人員
1991年度（平成3年度）以降の1日平均乗降人員の推移は以下の通りである（JRは除く）。
| 年度               | 北総開発鉄道 / 北総鉄道 | 北総開発鉄道 / 北総鉄道 | 京成電鉄         | 京成電鉄 |
| 年度               | 1日平均 乗降人員        | 増加率                  | 1日平均 乗降人員 | 増加率   |
| ------------------ | ----------------------- | ----------------------- | ---------------- | -------- |
| 1991年（平成03年） | 753                     |                         | 未 開 業         | 未 開 業 |
| 2000年（平成12年） | 10,120                  |                         | 未 開 業         | 未 開 業 |
| 2004年（平成16年） | 11,576                  |                         | 未 開 業         | 未 開 業 |
| 2006年（平成18年） | 12,659                  |                         | 未 開 業         | 未 開 業 |
| 2007年（平成19年） | 13,717                  | 8.4%                    | 未 開 業         | 未 開 業 |
| 2008年（平成20年） | 15,053                  | 9.7%                    | 未 開 業         | 未 開 業 |
| 2009年（平成21年） | 15,650                  | 4.0%                    | 未 開 業         | 未 開 業 |
| 2010年（平成22年） | 16,479                  | 5.3%                    | 未 開 業         | 未 開 業 |
| 2011年（平成23年） | 17,588                  | 6.7%                    | 2,676            |          |
| 2012年（平成24年） | 18,880                  | 7.3%                    | 3,138            | 17.2%    |
| 2013年（平成25年） | 16,909                  | −10.3%                  | 3,472            | 10.6%    |
| 2014年（平成26年） | 17,009                  | 0.6%                    | 3,572            | 2.9%     |
| 2015年（平成27年） | 17,648                  | 3.8%                    | 3,757            | 5.2%     |
| 2016年（平成28年） | 18,118                  | 2.7%                    | 4,040            | 7.5%     |
| 2017年（平成29年） | 18,539                  | 2.3%                    | 4,250            | 5.2%     |
| 2018年（平成30年） | 19,082                  | 2.9%                    | 4,405            | 3.6%     |
| 2019年（令和元年） | 19,274                  | 1.0%                    | 4,537            | 3.0%     |
| 2020年（令和02年） | 15,448                  | −19.9%                  | 2,456            | −45.9%   |
| 2021年（令和03年） |                         |                         | 2,919            | 18.9%    |
| 2022年（令和04年） |                         |                         | 4,005            | 37.2%    |
| 2023年（令和05年） |                         |                         | 4,918            | 22.8%    |

### 年度別1日平均乗車人員
1990年度（平成2年度）以降の1日平均乗車人員推移は以下の通りである。
| 年度               | 北総開発鉄道 / 北総鉄道 | 京成電鉄 | JR東日本 | 出典              |
| ------------------ | ----------------------- | -------- | -------- | ----------------- |
| 1990年（平成02年） | 1,019                   | 未 開 業 | 未 開 業 | [ 千葉県統計 1 ]  |
| 1991年（平成03年） | 355                     | 未 開 業 | 未 開 業 | [ 千葉県統計 2 ]  |
| 1992年（平成04年） | 456                     | 未 開 業 | 未 開 業 | [ 千葉県統計 3 ]  |
| 1993年（平成05年） | 545                     | 未 開 業 | 未 開 業 | [ 千葉県統計 4 ]  |
| 1994年（平成06年） | 576                     | 未 開 業 | 未 開 業 | [ 千葉県統計 5 ]  |
| 1995年（平成07年） | 655                     | 未 開 業 | 未 開 業 | [ 千葉県統計 6 ]  |
| 1996年（平成08年） | 666                     | 未 開 業 | 未 開 業 | [ 千葉県統計 7 ]  |
| 1997年（平成09年） | 812                     | 未 開 業 | 3,904    | [ 千葉県統計 8 ]  |
| 1998年（平成10年） | 4,163                   | 未 開 業 | 5,605    | [ 千葉県統計 9 ]  |
| 1999年（平成11年） | 4,710                   | 未 開 業 | 7,108    | [ 千葉県統計 10 ] |
| 2000年（平成12年） | 5,070                   | 未 開 業 | 7,808    | [ 千葉県統計 11 ] |
| 2001年（平成13年） | 5,269                   | 未 開 業 | 8,581    | [ 千葉県統計 12 ] |
| 2002年（平成14年） | 5,496                   | 未 開 業 | 9,146    | [ 千葉県統計 13 ] |
| 2003年（平成15年） | 5,607                   | 未 開 業 | 9,533    | [ 千葉県統計 14 ] |
| 2004年（平成16年） | 5,807                   | 未 開 業 | 9,841    | [ 千葉県統計 15 ] |
| 2005年（平成17年） | 5,931                   | 未 開 業 | 10,170   | [ 千葉県統計 16 ] |
| 2006年（平成18年） | 6,332                   | 未 開 業 | 11,049   | [ 千葉県統計 17 ] |
| 2007年（平成19年） | 6,845                   | 未 開 業 | 11,959   | [ 千葉県統計 18 ] |
| 2008年（平成20年） | 7,500                   | 未 開 業 | 13,248   | [ 千葉県統計 19 ] |
| 2009年（平成21年） | 7,802                   | 未 開 業 | 13,781   | [ 千葉県統計 20 ] |
| 2010年（平成22年） | 8,212                   | 1,216    | 14,513   | [ 千葉県統計 21 ] |
| 2011年（平成23年） | 8,767                   | 1,383    | 15,405   | [ 千葉県統計 22 ] |
| 2012年（平成24年） | 9,412                   | 1,617    | 16,687   | [ 千葉県統計 23 ] |
| 2013年（平成25年） | 8,420                   | 1,785    | 17,691   | [ 千葉県統計 24 ] |
| 2014年（平成26年） | 8,472                   | 1,843    | 18,018   | [ 千葉県統計 25 ] |
| 2015年（平成27年） | 8,796                   | 1,928    | 18,880   | [ 千葉県統計 26 ] |
| 2016年（平成28年） | 9,028                   | 2,051    | 19,586   | [ 千葉県統計 27 ] |
| 2017年（平成29年） | 9,233                   | 2,147    | 20,126   | [ 千葉県統計 28 ] |
| 2018年（平成30年） | 9,512                   | 2,220    | 20,735   | [ 千葉県統計 29 ] |
| 2019年（令和元年） | 9,614                   | 2,294    | 20,839   | [ 千葉県統計 30 ] |
| 2020年（令和02年） | 7,724                   | 1,251    | 15,844   | [ 千葉県統計 31 ] |
| 2021年（令和03年） |                         | 1,485    | 17,337   |                   |
| 2022年（令和04年） |                         |          | 19,217   |                   |
| 2023年（令和05年） |                         |          | 20,753   |                   |

備考
1. ↑  1991年3月31日開業。開業日の1日乗降人員を集計したデータ。
2. ↑  1998年3月14日開業。開業日から同年3月31日までを集計したデータ。
3. ↑  2012年度までは、北総線に係る総輸送人員（成田スカイアクセス線を含む）である。
4. ↑  2010年7月17日開業。開業日から翌年3月31日までを集計したデータ。
5. ↑  2013年度以降は、北総鉄道の旅客運輸収入に対応する人員（成田スカイアクセス線を除く）である。

## 駅周辺

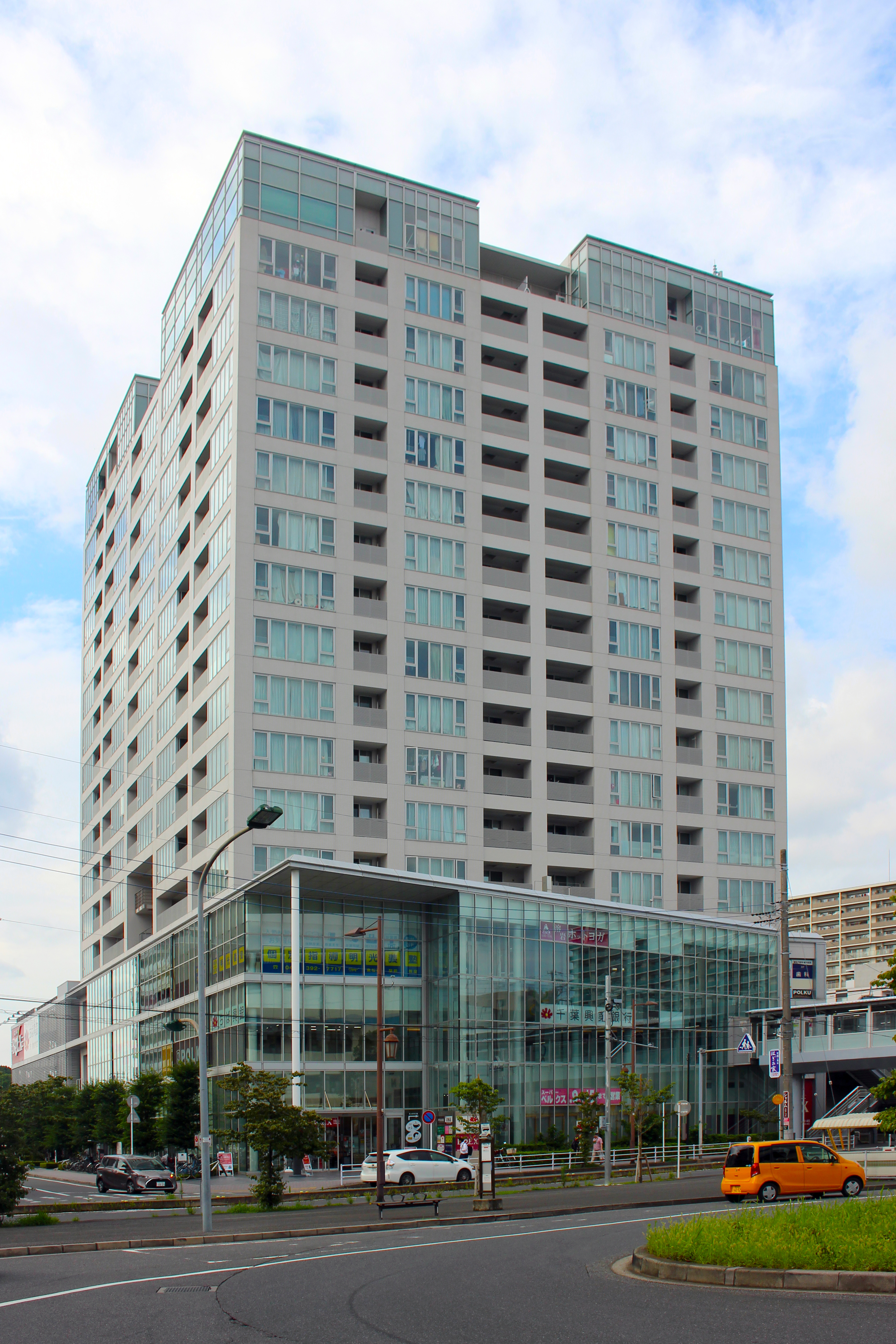
東松戸アルフレンテ

駅勢圏は古くは住宅・農地などが混在する郊外地域であった。北総線開業後の開発の主体となった紙敷土地区画整理事業は一時停滞したが、その後の再減歩と松戸市のてこ入れにより軌道に乗り、2012年2月24日に換地処分を完了するに至った。これにより駅を含む周辺の地名であった「紙敷」は、「東松戸（1丁目 - 4丁目）」に変更された。商店街などはいまだ形成されていないものの、駅前にスーパー・飲食店が徐々にできつつある。
- 東松戸アルフレンテ
  - ベルクス東松戸店[14]
- マルエツ東松戸駅店[15]
- ベルクスファインシティ東松戸店
- 業務スーパー東松戸店
- 松戸市役所 東部支所[16]
- 松戸市立図書館 東部分館[17]

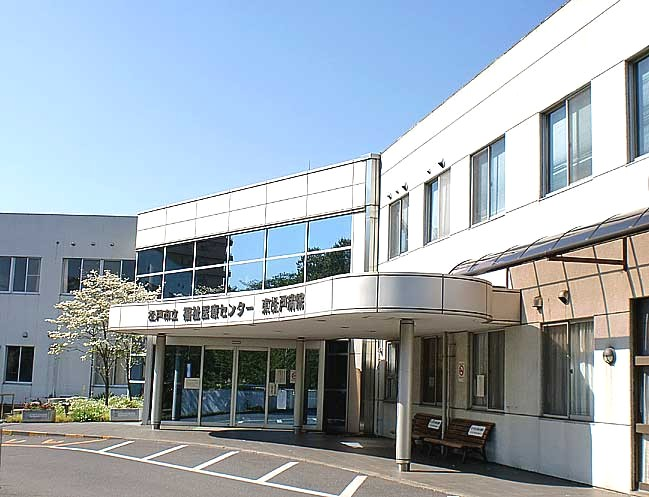
松戸市東部老人福祉センター
- 松戸市東部消防署
- 松戸市東部スポーツパーク[19]
- 松戸河原塚郵便局
- 東京都立八柱霊園
- 東松戸ゆいの花公園
- 紙敷さくら通り
- 河原塚古墳
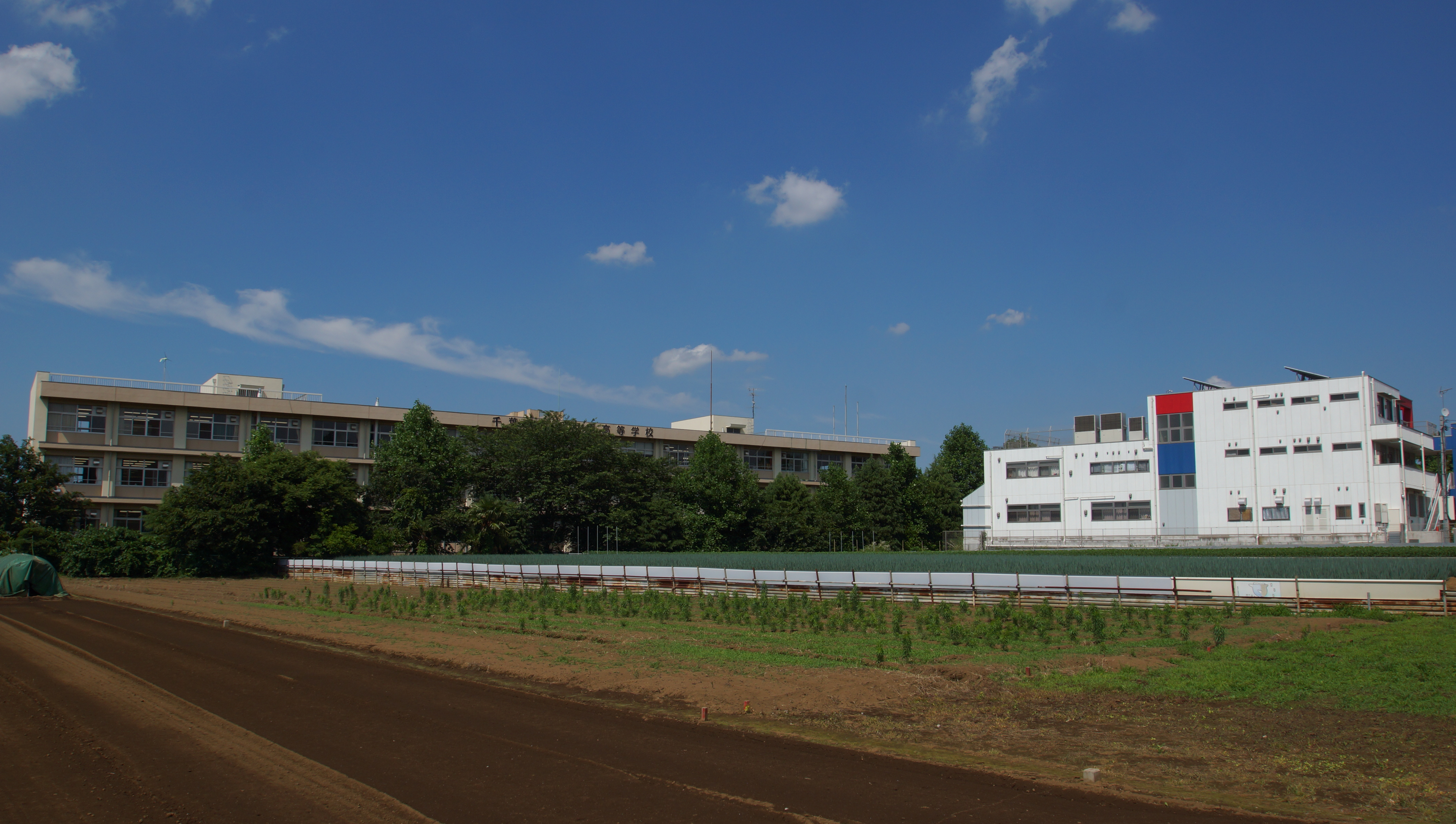
千葉県立松戸南高等学校
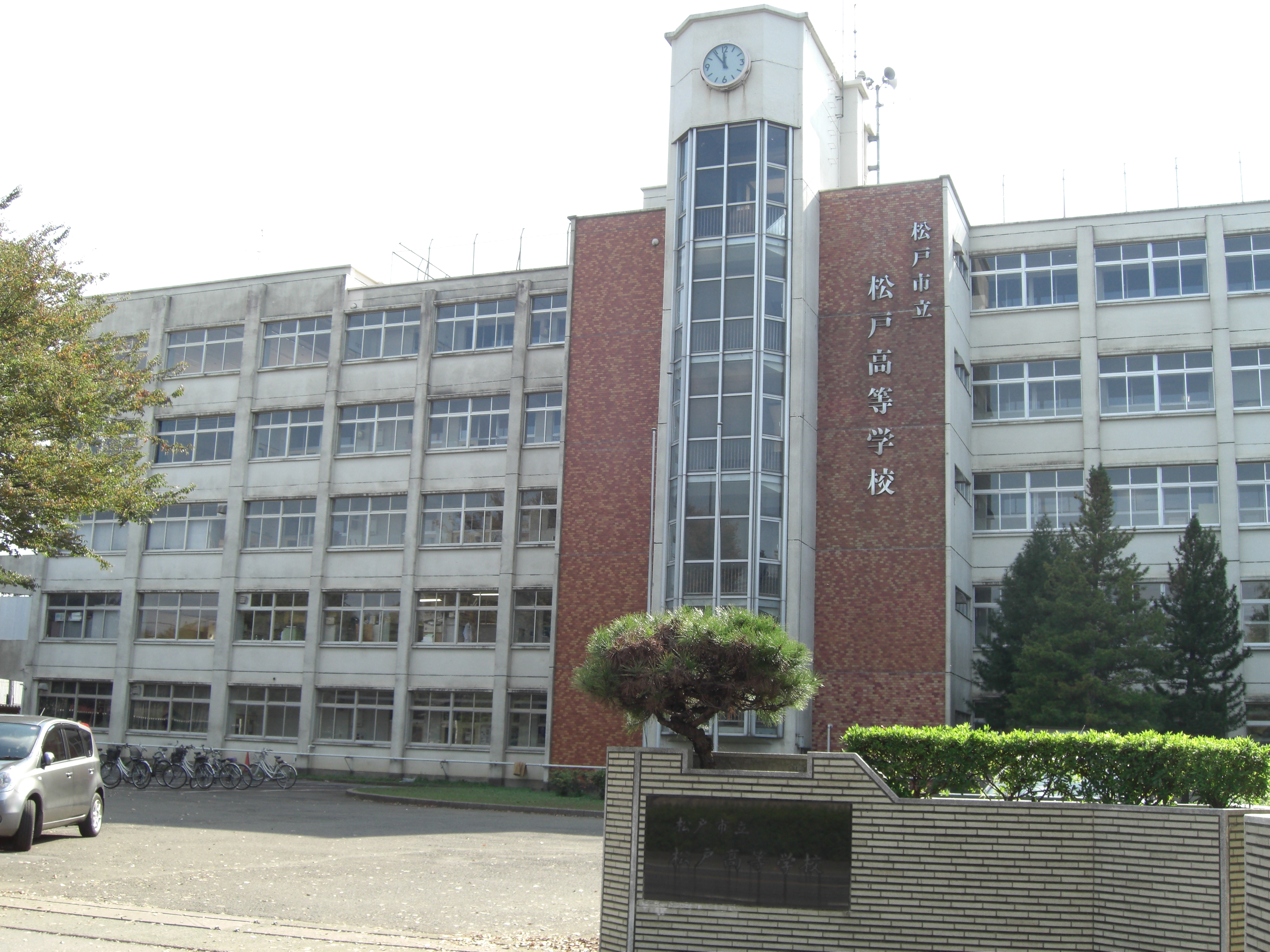
松戸市立松戸高等学校
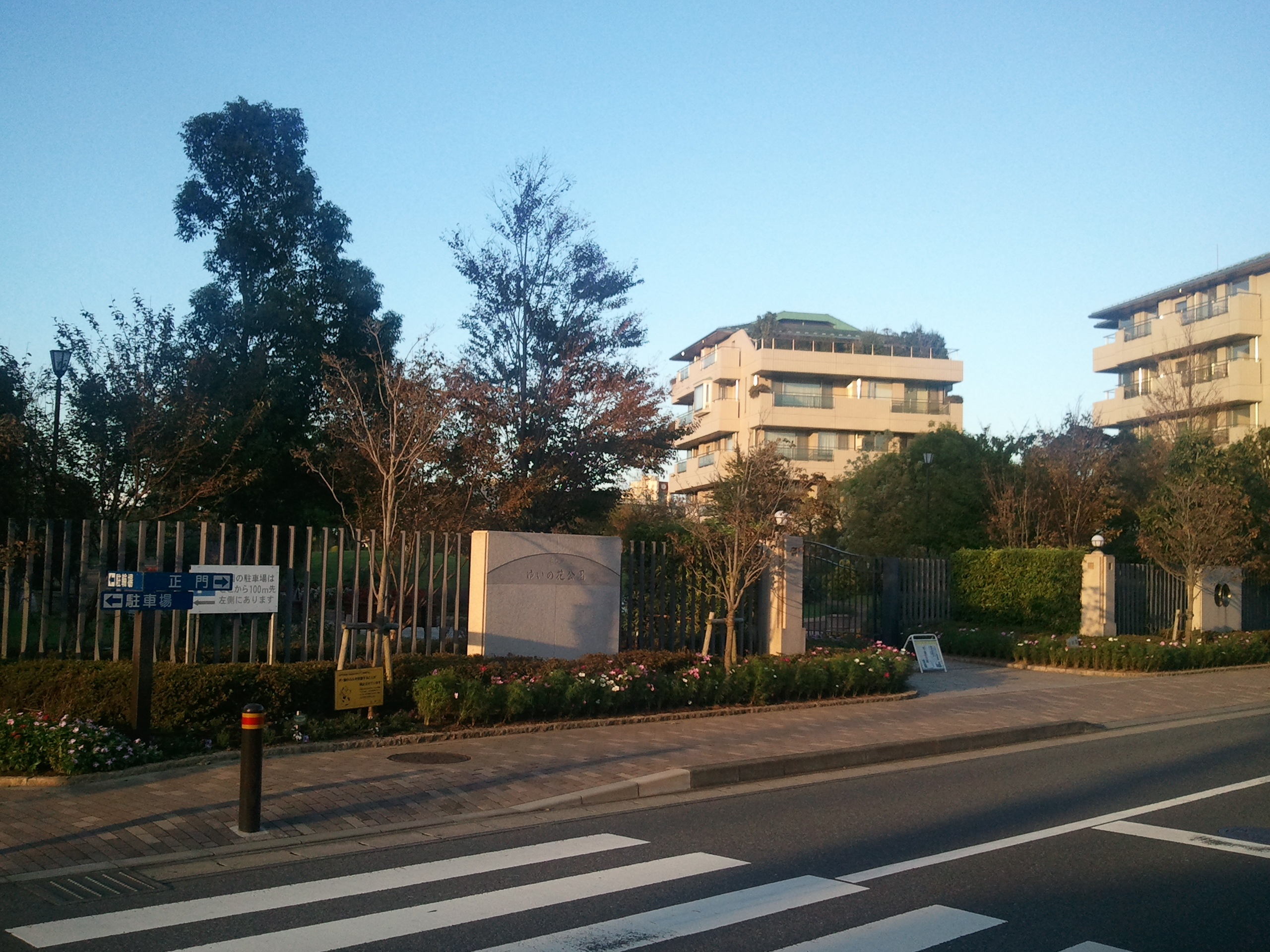
東松戸ゆいの花公園

- 松戸市立河原塚中学校
- 松戸市立東松戸小学校
- 高塚幼稚園
- 高塚わかば幼稚園
- 松戸新京成バス 本社営業所（紙敷車庫）
- 観光梨園
- 松戸市立福祉医療センター東松戸病院
- 東松戸複合施設ひがまつテラス
  - 松戸市立図書館東松戸地域館（1階）
  - 東松戸支所・青少年プラザ（2階）

- 松戸市立福祉医療センター東松戸病院
- 千葉県立松戸南高等学校
- 松戸市立松戸高等学校
- 東松戸ゆいの花公園

## バス路線
京成バス、京成バス千葉ウエストが運行する路線バスが発着する。なお、各バスのりばは、2016年6月27日から変更された。
| のりば | 運行事業者           | 系統・行先                                   |
| ------ | -------------------- | -------------------------------------------- |
| 1      | 京成バス千葉ウエスト | - 8B：紙敷車庫 - 16B：梨香台団地             |
| 2      | 京成バス             | - 本31：本八幡駅 - 本34：高塚 - 市45：市川駅 |
| 3      | 京成バス千葉ウエスト | 8：八柱駅                                    |
| 4      | 京成バス千葉ウエスト | 51・53：松戸駅東口                           |
| 5      | 京成バス             | 本37：医療センター入口                       |

## その他
- JRの駅開設には約3年の工期を費やした。これは駅建設場所が盛土構造であり、上下線を外側に建設した仮線へ移設した上で盛土を切除、その後新たに建設した高架橋へ再度線路を切り替え、その両側（仮線跡）にホームを建造するという煩雑な手順が採られたためである[2]。
- 町名地番の変更により駅所在地と周辺の地名が、2012年（平成24年）2月25日から「紙敷」から「東松戸」に変更された[21]。

## 隣の駅
北総鉄道・京成電鉄
 北総線・ 成田スカイアクセス線（成田空港線）
■アクセス特急・■特急
京成高砂駅 (KS10) - 東松戸駅 (HS05) - 新鎌ヶ谷駅 (HS08)
■普通
秋山駅 (HS04) - 東松戸駅 (HS05) - 松飛台駅 (HS06)
東日本旅客鉄道（JR東日本）
 武蔵野線
市川大野駅 (JM 12) - 東松戸駅 (JM 13) - 新八柱駅 (JM 14)

### 記事本文

##### 広報資料・プレスリリースなど一次資料
1. ↑  “Suicaご利用可能エリアマップ（2001年11月18日当初）” (PDF).   東日本旅客鉄道. 2019年7月27日時点のオリジナルよりアーカイブ。2020年4月28日閲覧。

### 利用状況
JR・私鉄の1日平均利用客数
1. ↑  KEISEI MEDIA GUIDE 2021 2020年度 1日平均乗降客数 - 京成エージェンシー
2. ↑  駅別乗降人員（一日平均） (PDF)  - 京成電鉄
3. ↑  各駅の乗車人員 - JR東日本

JR東日本の2000年度以降の乗車人員
1. ↑  各駅の乗車人員（2000年度） - JR東日本
2. ↑  各駅の乗車人員（2001年度） - JR東日本
3. ↑  各駅の乗車人員（2002年度） - JR東日本
4. ↑  各駅の乗車人員（2003年度） - JR東日本
5. ↑  各駅の乗車人員（2004年度） - JR東日本
6. ↑  各駅の乗車人員（2005年度） - JR東日本
7. ↑  各駅の乗車人員（2006年度） - JR東日本
8. ↑  各駅の乗車人員（2007年度） - JR東日本
9. ↑  各駅の乗車人員（2008年度） - JR東日本
10. ↑  各駅の乗車人員（2009年度） - JR東日本
11. ↑  各駅の乗車人員（2010年度） - JR東日本
12. ↑  各駅の乗車人員（2011年度） - JR東日本
13. ↑  各駅の乗車人員（2012年度） - JR東日本
14. ↑  各駅の乗車人員（2013年度） - JR東日本
15. ↑  各駅の乗車人員（2014年度） - JR東日本
16. ↑  各駅の乗車人員（2015年度） - JR東日本
17. ↑  各駅の乗車人員（2016年度） - JR東日本
18. ↑  各駅の乗車人員（2017年度） - JR東日本
19. ↑  各駅の乗車人員（2018年度） - JR東日本
20. ↑  各駅の乗車人員（2019年度） - JR東日本
21. ↑  各駅の乗車人員（2020年度） - JR東日本
22. ↑  各駅の乗車人員（2021年度） - JR東日本
23. ↑  各駅の乗車人員（2022年度） - JR東日本
24. ↑  各駅の乗車人員（2023年度） - JR東日本

JR・私鉄の統計データ
1. ↑  レポート - 関東交通広告協議会
2. ↑  千葉県統計年鑑 - 千葉県

千葉県統計年鑑
1. ↑  千葉県統計年鑑（平成3年）
2. ↑  千葉県統計年鑑（平成4年）
3. ↑  千葉県統計年鑑（平成5年）
4. ↑  千葉県統計年鑑（平成6年）
5. ↑  千葉県統計年鑑（平成7年）
6. ↑  千葉県統計年鑑（平成8年）
7. ↑  千葉県統計年鑑（平成9年）
8. ↑  千葉県統計年鑑（平成10年）
9. ↑  千葉県統計年鑑（平成11年）
10. ↑  千葉県統計年鑑（平成12年）
11. ↑  千葉県統計年鑑（平成13年）
12. ↑  千葉県統計年鑑（平成14年）
13. ↑  千葉県統計年鑑（平成15年）
14. ↑  千葉県統計年鑑（平成16年）
15. ↑  千葉県統計年鑑（平成17年）
16. ↑  千葉県統計年鑑（平成18年）
17. ↑  千葉県統計年鑑（平成19年）
18. ↑  千葉県統計年鑑（平成20年）
19. ↑  千葉県統計年鑑（平成21年）
20. ↑  千葉県統計年鑑（平成22年）
21. ↑  千葉県統計年鑑（平成23年）
22. ↑  千葉県統計年鑑（平成24年）
23. ↑  千葉県統計年鑑（平成25年）
24. ↑  千葉県統計年鑑（平成26年）
25. ↑  千葉県統計年鑑（平成27年）
26. ↑  千葉県統計年鑑（平成28年）
27. ↑  千葉県統計年鑑（平成29年）
28. ↑  千葉県統計年鑑（平成30年）
29. ↑  千葉県統計年鑑（令和元年）
30. ↑  千葉県統計年鑑（令和2年）
31. ↑  千葉県統計年鑑（令和3年）